# Чудское (Ленинградская область)
Чудское — деревня в Шугозёрском сельском поселении Тихвинского района Ленинградской области.

## История
Деревня Чюцка упоминается в переписи 1710 года в Никольском Явосемском погосте Заонежской половины Обонежской пятины.

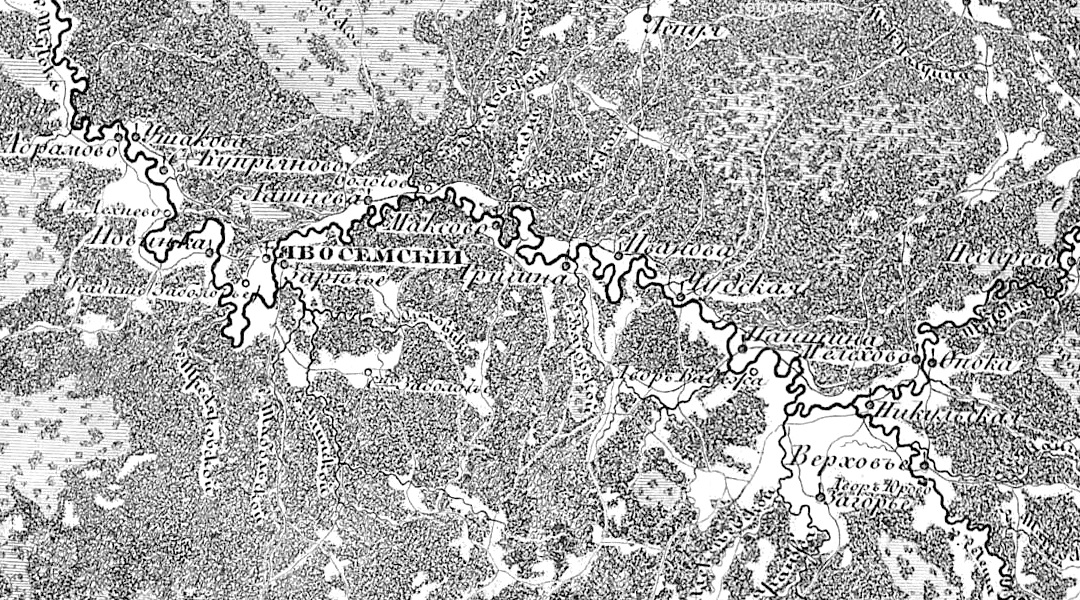
Деревня Чудское на карте 1847 года

Согласно семитопографической карте Новгородской губернии 1847 года деревня называлась Чудская.

ЧУДСКОЕ — деревня Чудского общества, прихода Явосемского погоста. Река Явосьма. 

Крестьянских дворов — 17. Строений — 25, в том числе жилых — 17.

Число жителей по семейным спискам 1879 г.: 49 м. п., 52 ж. п.; по приходским сведениям 1879 г.: 50 м. п., 51 ж. п.

В конце XIX — начале XX века деревня административно относилась к Кузьминской волости 2-го земского участка 2-го стана Тихвинского уезда Новгородской губернии.

ЧУДСКОЕ — деревня Чудского общества, дворов — 29, жилых домов — 52, число жителей: 86 м. п., 89 ж. п.

Занятия жителей — земледелие, рубка и сплав леса. Река Явосьма. Часовня, мелочная лавка, мельница, 3 кустарных гончарных мастерских. (1910 год)

По сведениям на 1 января 1913 года в деревне было 224 жителя из них детей в возрасте от 8 до 11 лет — 35 человек.
С 1917 по 1918 год деревня входила в состав Кузьминской волости Тихвинского уезда Новгородской губернии.
С 1918 года в составе Череповецкой губернии.
С 1924 года в составе Капшинской волости.
С 1927 года в составе Явосемского сельсовета Капшинского района.
В 1928 году население деревни составляло 173 человека.
Согласно карте Ленинградской области Северо-западного аэрогеодезического треста ГГУ издания 1932 года деревня насчитывала 20 крестьянских дворов:
| Внешние изображения | Внешние изображения                |
| ------------------- | ---------------------------------- |
|                     | Деревня Чудское на карте 1932 года |

По данным 1933 года деревня Чудское входила в состав Явосемского сельсовета Капшинского района.
В 1958 году население деревни составляло 76 человек.
С 1963 года в составе Тихвинского района.
По данным 1966, 1973 и 1990 годов деревня Чудское входила в состав Явосемского сельсовета Тихвинского района.
В 1997 году в деревне Чудское Шугозёрской волости проживал 1 человек, в 2002 году — также 1 человек (русский).
В 2007 году в деревне Чудское Шугозёрского СП проживали 5 человек, в 2010 году постоянного населения не было.

## География
Деревня расположена в восточной части района близ автодороги 41К-885 (Шугозеро — Никульское).
Расстояние до административного центра поселения — 25 км.
Расстояние до ближайшей железнодорожной станции Тихвин — 90 км.
Деревня находится на правом берегу реки Явосьма.

## Демография
| 2007 | 2010 | 2017 |
| ---- | ---- | ---- |
| 5    | ↘0   | ↗9   |

### Национальный состав
Согласно данным Всероссийской переписи населения 2021 года в деревне проживали 4 человека, все русские.

## Улицы
Заречная.